# 獵戶FU型變星

在恆星演化中，獵戶FU型變星（FU Orionis star，或 FU Orionis object、 FUor）是一種在光度和光譜形式上會出現極大變化的主序前星。典型例子天鵝座V1057會出現亮度增加6個星等，和光譜形式從 dKe 變成 F 型超巨星的變化。這類恆星是以它的原型恆星獵戶座FU命名。

## 特性
目前與獵戶FU型變星有關的閃焰模型是物質從吸積盤快速轉移至一顆年輕而低質量的金牛T星。這種天體的質量吸積率大約是每年10−4個太陽質量。這些噴發的上升時間通常是一年甚至更久。而高吸積率的吸積和高光度的狀態通常可以達到數十年。但即使是在相對較短的時間中，仍然有觀測到變化中止進入下一個週期的狀況。根據在太陽附近獵戶FU型變星噴發數量和恆星形成率的比較，估計年輕恆星一生中會有10到20次獵戶FU型變星形式的噴發。
這種變星的典型恆星有獵戶座FU、天鵝座V1057、天鵝座V1515，以及在2004年1月爆發，新近被編入此分類的原恆星獵戶座V1647。

## 外部連結
- The Furor over FUOrs （页面存档备份，存于） (15 Nov 2010)
- Discovery of possible FU-Ori and UX-Ori type objects （页面存档备份，存于） (18 Nov 2009)
- https://web.archive.org/web/20080704215150/http://www.aavso.org/vstar/vsots/0202.shtml